# Демуринский поселковый совет
Демуринский поселковый совет (укр. Демуринська селищна рада) — входит в состав
Межевского района
Днепропетровской области
Украины.
Административный центр поселкового совета находится в 
пгт Демурино.

## Населённые пункты совета
- пгт Демурино
- с. Василевка
- с. Владимировка